# Hoboken-jegyzék
A Hoboken-jegyzék (Hoboken-Verzeichnis) J. Haydn teljes életművének az első tematikus műjegyzéke, melyet Anthony van Hoboken holland zenetudós, zenei műgyűjtő állított össze. A többkötetes műjegyzék köteteinek kiadása 1957 és 1978 között történt Mainzban. A jegyzékben szereplő művek jelölését a Hob. rövidítéssel kezdik, a számozás első értéke a kötetre, a második a sorszámra utal, így pl.: a Hob. I:103 Haydn No. 103-as, Üstdobpergés szimfóniáját jelöli. Haydn műveinek számozása nem kronologikus sorrendben található benne, hanem tematikus csoportokként, valamint a tematikus csoportokon belül sem feltétlen különülnek el azok időrendi sorrend szerint.

## A Hoboken-jegyzék fejezetei
- I. Szimfóniák (1-108)
- Ia. Nyitányok (1-16)
- II.  Négy- és többszólamú divertimentók (1-47)
- III. Vonósnégyesek (1-83b)
- IV. Háromszólamú divertimentók (1-11)
- V. Vonóstriók
- VI. Duók
- VII. Versenyművek
- VIII. Indulók
- IX. Táncok
- X. Barytonra írt művek
- XI. Baryton-triók
- XII. Baryton-duók
- XIII. Baryton-versenyek
- XIV. Zongorás divertimentók
- XV. Zongorás triók
- XVa. Zongorás duók
- XVI.  Zongoraszonáták
- XVII. Zongoradarabok
- XVIII. Zongoraversenyek
- XIX. „Flötenuhr”-darabok (Zenélő órákra írt művek)
- XX. Krisztus hét szava a keresztfán – zenekari változat
- XX-2 Krisztus hét szava a keresztfán – kórusváltozat
- XXI. Oratóriumok
- XXII. Misék
- XXIII. Egyéb egyházi művek
- XXIV. Kantáták és áriák zenekarral
- XXV. Két-, három- és négyszólamú énekek
- XXVI. Dalok és kantáták zongorával
- XXVII. Kánonok
- XXVIII. Operák
- XXIX. Marionett-operák (Singspiele)
- XXX. Színpadi zenék
- XXXI. Skót és walesi népdalok feldolgozásai

## További információ
- Anthony van Hoboken: Joseph Haydn: thematisch-bibliographisches Werkverzeichnis.
  - Band 1: Instrumentalwerke. Schott, Mainz 1957.
  - Band 2: Vokalwerke. Schott, Mainz 1971.
  - Band 3: Register, Addenda und Corrigenda. Schott, Mainz 1978, ISBN 3-7957-0003-5.